# Muối chloride
Muối chloride là muối của acid hydrochloric (HCl), có công thức hóa học tổng quát là MClx, với M là gốc kim loại.

## Tính tan
Hầu hết các muối chloride tan tốt trong nước. Trừ một số trường hợp như bạc chloride (AgCl) không tan trong nước hay chì(II) chloride (PbCl
2) tan rất kém trong nước.

## Tính chất hóa học
Về tính chất hóa học thì cũng như các loại muối khác, muối chloride tác dụng với kim loại, base và các loại muối khác.

## Nhận biết Iod chloride
Dùng dung dịch bạc(I) nitrat (AgNO3) để nhận biết anion chloride, vì tạo kết tủa trắng AgCl (không tan trong các acid mạnh). Dung dịch AgNO3 còn là thuốc thử để nhận biết các anion halide khác (trừ anion fluoride).

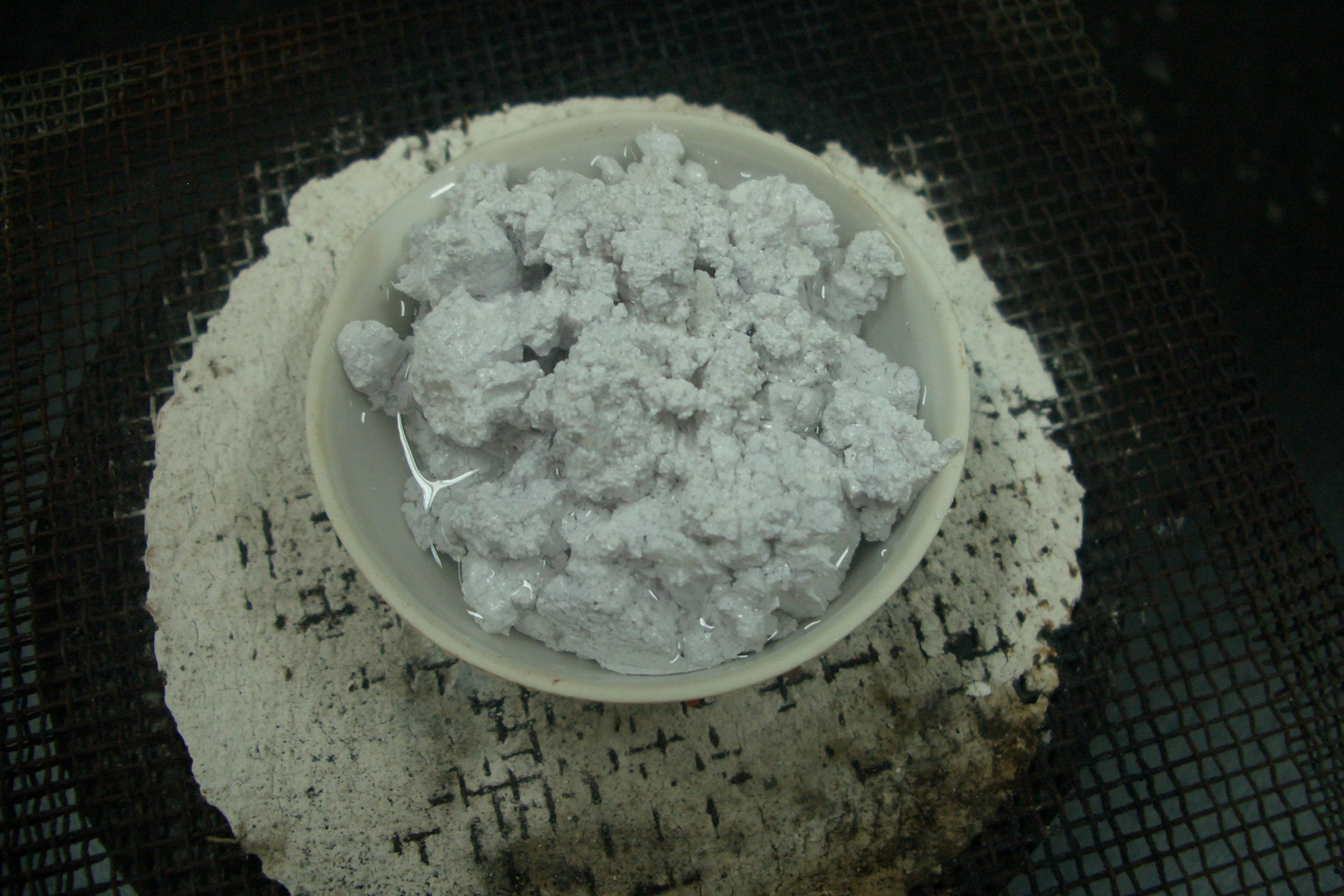
Phản ứng giữa bạc(I) nitrat và natri chloride.

## Ứng dụng
Muối chloride quan trọng nhất là natri chloride (NaCl), hay thường gọi là muối ăn. NaCl có nhiều nhất trong nước biển, là nguyên liệu để điều chế acid hydrochloric và natri hydroxide trong công nghiệp. Ngoài ra còn có bari chloride làm thuốc trừ sâu, amoni chloride làm phân bón, kẽm chloride chống mối mọt, kali chloride làm phân bón,...